# Schloss Ahorn

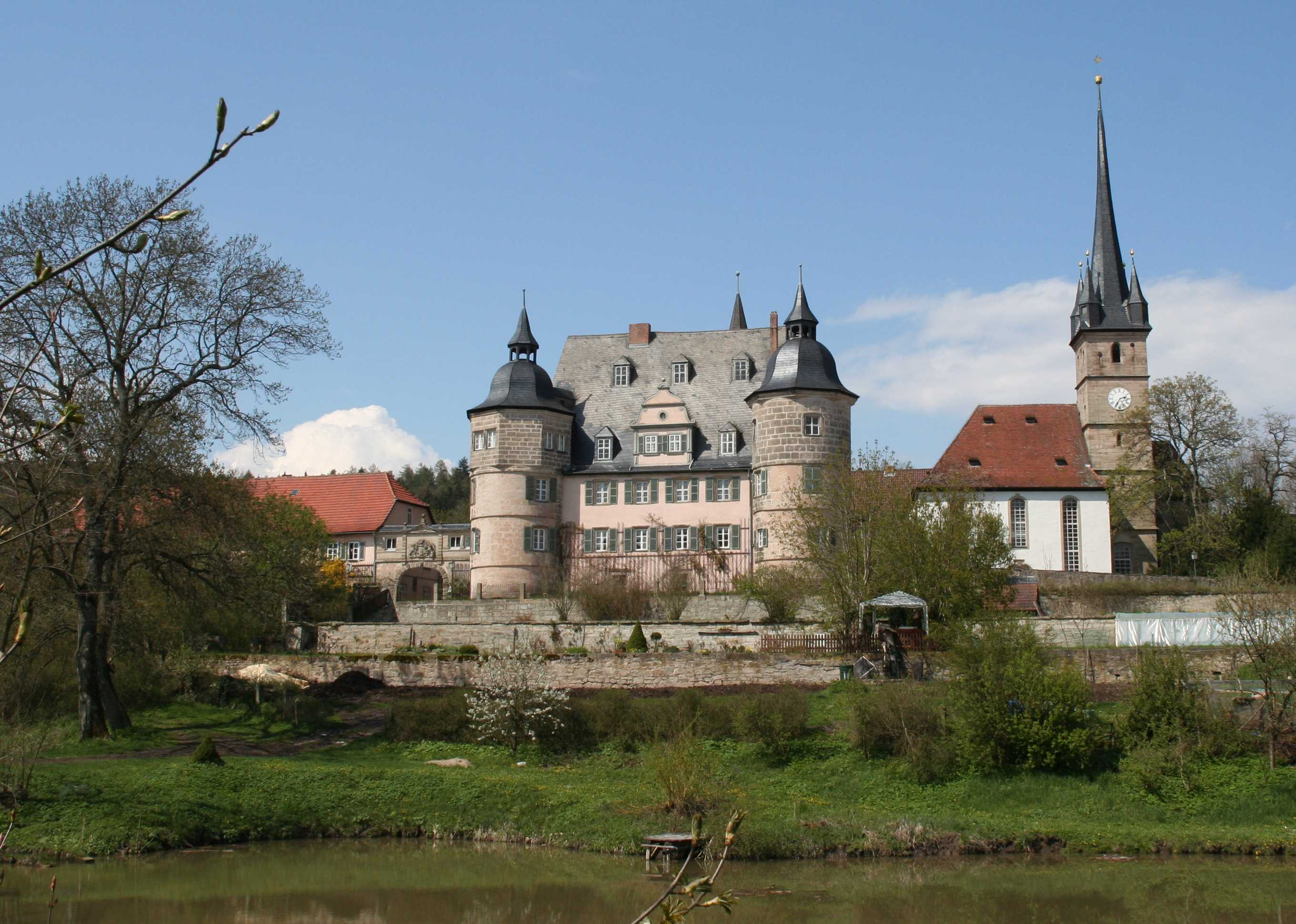
Schloss Ahorn

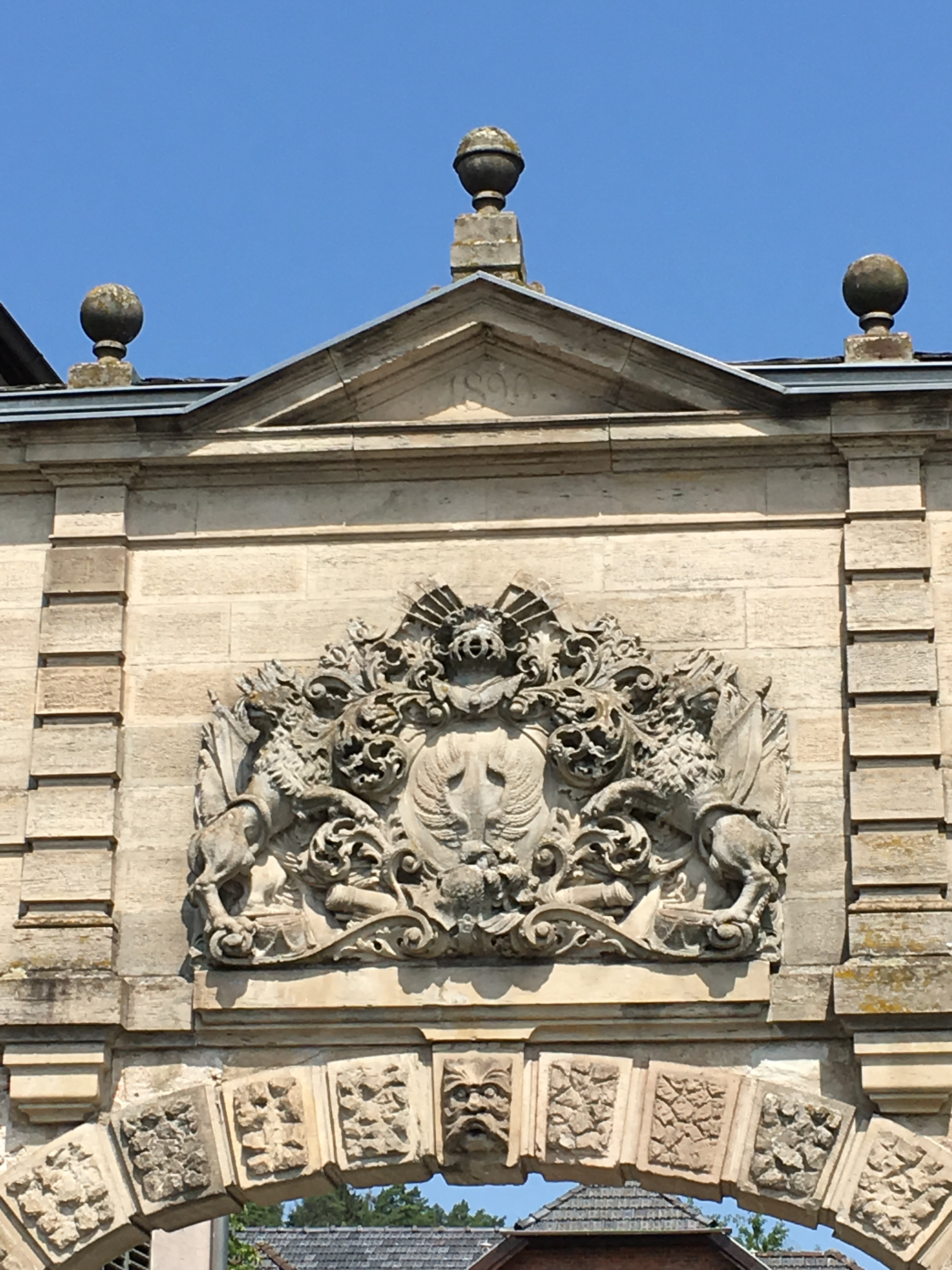
Das von Erffa'sche Wappen über der Hofeinfahrt von Schloss Ahorn

Das Schloss Ahorn ist ein Schloss in der Gemeinde Ahorn im oberfränkischen Landkreis Coburg.

## Geschichte
Bereits gegen Ende des 11. Jahrhunderts wurde in Schenkungsurkunden eine „Burg Ahorny“ erwähnt.
Sie war Bestandteil des Erbguts der Polenkönigin Richeza, der Tochter des Pfalzgrafen Ehrenfried von Lothringen und dessen Gemahlin Mathilde, der Tochter Ottos II. Richeza vermachte bei ihrem Ableben ihren Besitz um Coburg, den sie als Heiratsgut ihrer Mutter geerbt hatte, an den Erzbischof Anno II. von Köln, der mit ihm im Jahre 1071 das von ihm gegründete Benediktiner-Kloster Saalfeld ausstattete. Zu dieser Schenkung gehörten der Berg Coburg, die Dörfer Füllbach, Creidlitz, Ketschendorf, Trufelistadt, die ehemals kaiserlichen Höfe Seidmannsdorf, Lauter und Mirsdorf sowie der Wald bei der Burg Ahorn.
Schloss Ahorn in seiner heutigen Gestalt wurde von Joachim von Rosenau nach dem Bauernkrieg im Jahre 1555 auf den Resten der älteren Burganlage errichtet. Sein heutiges Aussehen erhielt das Schloss durch die Herren von Streitberg im Jahre 1621. Im Lauf der Jahrhunderte hatte das Schloss wechselnde Eigentümer: die von Schaumberg, Muffel von Ermreuth, von Hendrich, von Baumbach und die Familie der Freiherren von Erffa, die das Schloss noch heute besitzt.

## Bauliches Ensemble

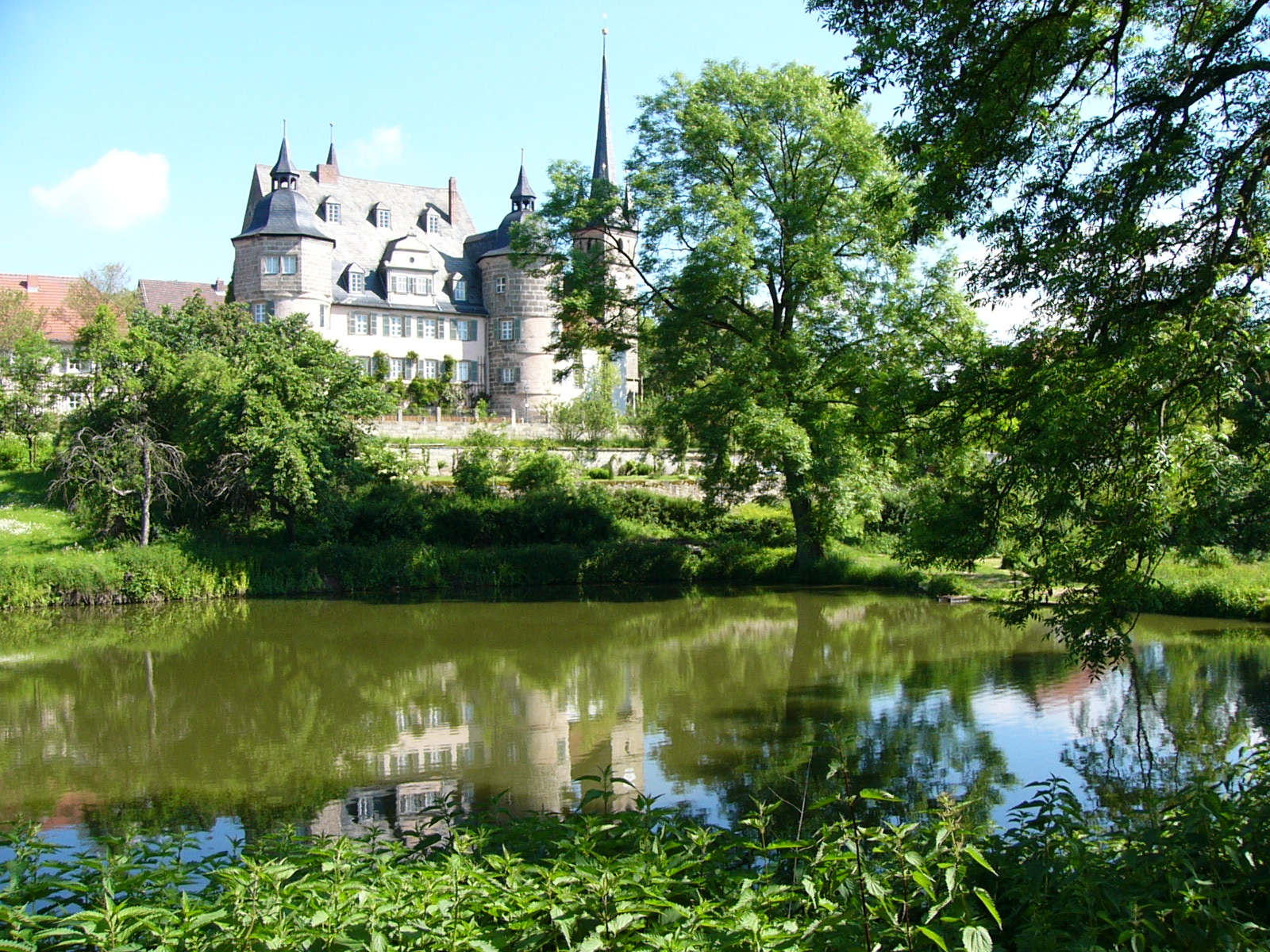
Weitere Ansicht

Das Schloss im Renaissancestil hat vorne runde Ecktürme. Im kleinen Innenhof befindet sich ein achteckiger Treppenturm mit einer Wendeltreppe, deren Stufen nicht wie üblich an einer Säule befestigt sind, sondern an einer in Stein gehauenen Spindel. Diese Konstruktion wurde oft als 9. Weltwunder bezeichnet. Das Schloss befindet sich in Privatbesitz und kann nicht besichtigt werden.
Links, direkt an das Schloss anschließend, befindet sich ein Gutshof mit Wirtschaftsgebäuden aus dem 18./19. Jahrhundert. Dazu gehört auch die einen knappen Kilometer entfernte Gutsschäferei, eine barocke Anlage aus dem Jahr 1713, in der das Gerätemuseum des Coburger Landes untergebracht ist. 
Östlich neben dem Schloss befindet sich die Schlosskirche, welche aus einer gotischen Burgkapelle entstand, mit zwei prachtvollen Epitaphien der Herren von Streitberg.